# アングレット
アングレット（フランス語: Anglet, ガスコーニュ語 : Anglet）は、フランス・ヌーヴェル＝アキテーヌ地域圏ピレネー＝アトランティック県に属するコミューン。バスク語ではアンゲル（バスク語: Angelu）だが、フランスにおける公用語はフランス語のみである。

## 歴史
地名は「小さい角」（petit angle）を意味する。ナポレオン3世がアングレットに修道院を建設した際、マツ林を植林させた。

## 地理
アングレットについて述べたガスコーニュ語の格言に「海と松林が我を助く」（Ma e Pignada per m'aida）というものがあり、アドゥール川が注ぐ大西洋と広大なマツの森林がアングレットの自然を代表している。4.5kmの海岸線に沿って11の海水浴場があり、サーフィンがさかん。森林は市のおよそ1割を占める250ha の広さを誇り、ウォーキングやサイクリング、乗馬などを楽しむ人々も多い。
アングレットはバスク地方のフランス領バスク（北バスク）に含まれ、フランス領バスクの中ではラブールと呼ばれる地域にある。バイヨンヌとビアリッツのほぼ中間に位置し、この2都市とともにコミューン連合体を作り、地域間協力を行なっている。

## 人口統計
| 1962年 | 1968年 | 1975年 | 1982年 | 1990年 | 1999年 | 2006年 | 2011年 |
| ------ | ------ | ------ | ------ | ------ | ------ | ------ | ------ |
| 16150  | 21190  | 25245  | 29821  | 33041  | 35263  | 37646  | 38581  |

参照元:1999年までEHESS、2004年以降INSEE

## 観光

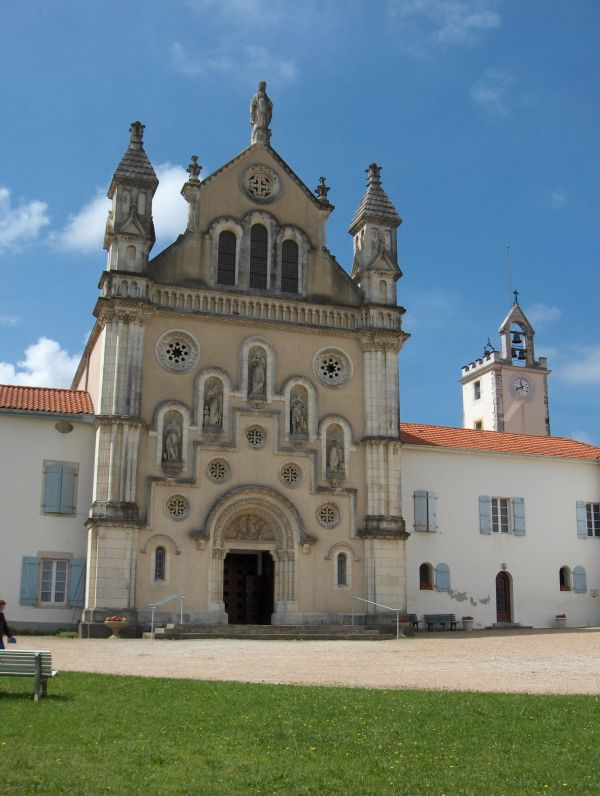
救いの聖母教会

- 愛の部屋の洞窟（La Grotte de la Chambre d'Amour）
貧しい若者と裕福な家の娘が恋に落ち密会したという伝説のある、海に面した洞窟。二人は永遠の愛を誓いながら、嵐で潮位の上がった洞窟から波にさらわれたと伝えられる。
- システラ工場（Fabrique de Chistera Gonzalez）
1887年に設立された工場。システラとはバスク・ペロタで用いる用具の1つ。
- ガスコーニュ博物館（Musée Gascon）
ガスコーニュの歴史や文化についての博物館。
- 救いの聖母教会（Notre Dame du Refuge）
19世紀に建造された。
- ベルナルド会女子修道院（Couvent des Bernardines）
19世紀に建造されたベルナルド会の女子修道院。ナポレオン3世と皇后ウジェニーがしばしば訪れた。

## スポーツ
- オックスボウ・ロングボード世界選手権 -　サーフィン
- ジュネ・アングレット -　サッカークラブ

## 姉妹・友好都市
- アンスバッハ（ドイツ）